# Toni Garrn
Antonia Garrn, detta Toni (Amburgo, 7 luglio 1992), è una supermodella tedesca.

## Biografia
Nata ad Amburgo, all'età di due anni si trasferisce con i genitori ed il fratello maggiore Niklas (anch'egli un modello) a Londra, per poi trasferirsi quando aveva sei anni ad Atene ed infine tornare ad Amburgo nel 2002. Viene scoperta dall'agenzia di moda Modelwerk durante i Mondiali di calcio del 2006, nella sua città natale Amburgo, grazie alla quale ottiene la possibilità di firmare un contratto con la Women Management. Il debutto di Toni Garrn avviene sulle passerelle di Calvin Klein nella stagione primavera/estate 2008 a New York. In seguito la modella sarà scelta anche come testimonial per la campagna pubblicitaria di Calvin Klein.
Nei periodi successivi la modella appare in oltre cinquanta sfilate fra cui quelle di Alberta Ferretti, Alessandro Dell'Acqua, Alexander McQueen, Alexander Wang, Blumarine, Bottega Veneta, Carolina Herrera, Chanel, Costume National, Diesel, Dolce & Gabbana, Fendi, Gianfranco Ferré, Givenchy, Gucci, Hermès, Jill Stuart, John Galliano, Jonathan Saunders, Just Cavalli, Karl Lagerfeld, Kenzo, Louis Vuitton, Michael Kors, Miu Miu, Narciso Rodriguez, Prada, Pringle of Scotland, Salvatore Ferragamo, Stella McCartney, Valentino, Vera Wang, Versace e Yves Saint laurent.

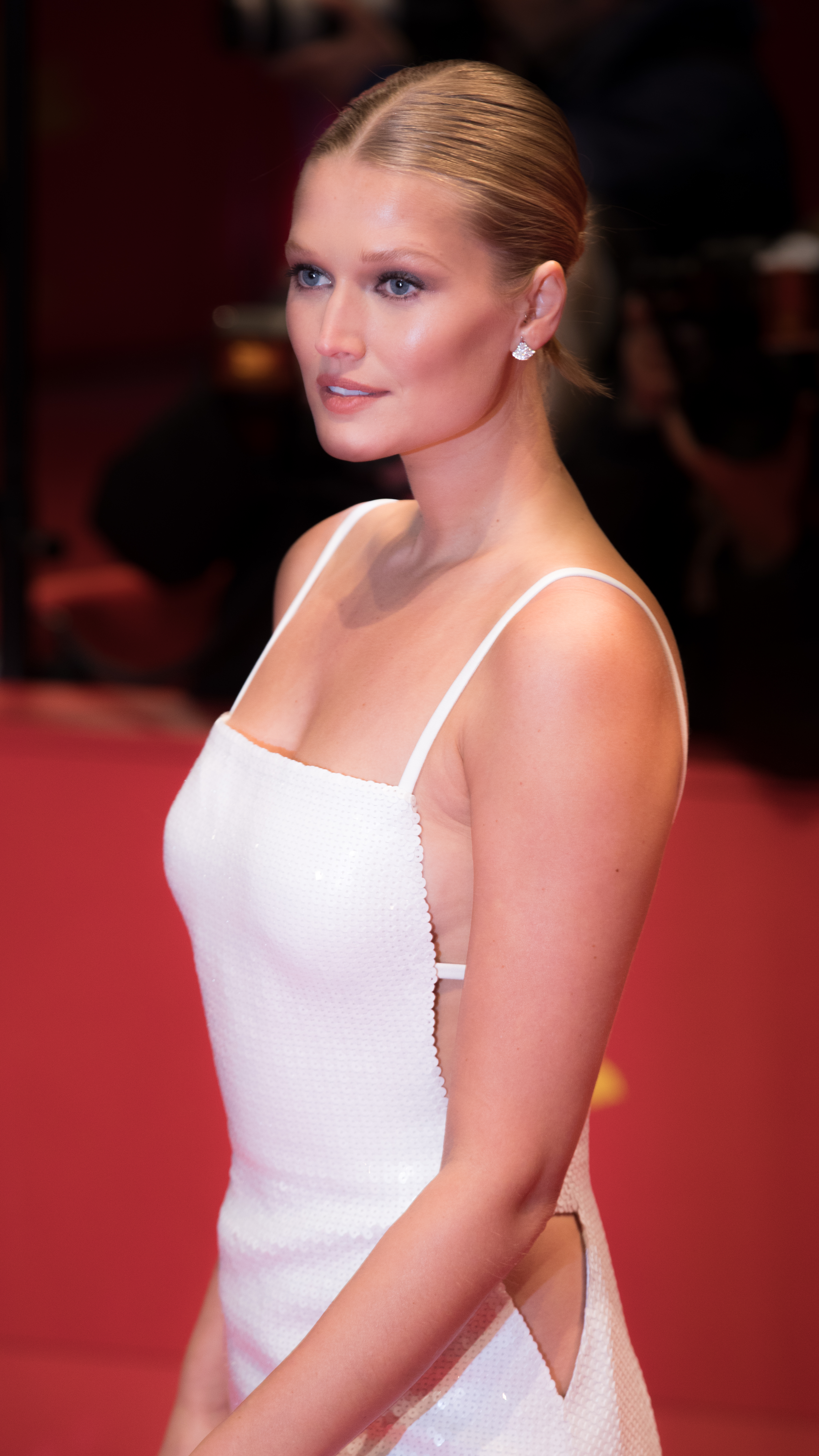
Toni Garrn nel 2018.

Tori Garrn è apparsa su Vogue (Francia, Italia e Germania), Elle (USA e Italia) e Glamour (USA), e sulle copertine di Tush e V. Nel 2009 è testimonial della campagna pubblicitaria della collezione autunno/inverno 2009/10 della griffe Donna Karan, e il sito web models.com ha posizionato la Garrn all'undicesima posizione delle modelle d'alta moda di maggior successo del 2010. È protagonista della campagna H&M primavera/estate 2013 insieme a Barbara Palvin. Dal 2009 al 2016 è stata testimonial della fragranza Versense di Versace. Dal 2011 è volto della fragranza Baiser Vole di Cartier. Nel 2014 viene scelta come testimonial della campagna Blumarine, realizzata da Camilla Akrans, e anche del nuovo profumo di Jil Sander. Nel 2017 è il volto della campagna pubblicitaria primavera/estate di Elisabetta Franchi e della linea summer di Calzedonia. Nel 2018 è protagonista del videoclip del singolo La Cintura di Álvaro Soler.

### Victoria's secret
Nell'autunno del 2011 inizia a collaborare con Victoria's Secret, apparendo nel catalogo della linea di abbigliamento e in un servizio fotografico della linea Pink. Partecipa al Victoria's Secret Fashion Show nel 2011, 2012, dove chiude lo show, 2013 e 2018.

## Vita privata
Dal maggio 2013 è stata impegnata in una relazione con l'attore Leonardo DiCaprio, conclusasi nel dicembre 2014. Ha poi frequentato il cestista Chandler Parsons, dal 2015 al novembre 2016. Da febbraio 2019 inizia a frequentare l'attore Alex Pettyfer e a dicembre dello stesso anno annunciano il loro matrimonio. A luglio 2021 diventano genitori di una bambina di nome Luca Malaika. Nell’aprile 2023 la coppia annuncia la separazione.

## Video musicali
- La cintura - Álvaro Soler (2018)

## Agenzie
- Women Management - Parigi, Milano
- View Management - Barcellona
- Mega Model Agency - Amburgo
- Storm Model Agency - Londra
- The Lions - New York, Los Angeles

## Campagne pubblicitarie
- Aigner P/E (2016-2017) A/I (2016)
- Aigner Handbag (2015)
- Alexandre Vauthier A/I (2016)
- allSisters Swim (2019)
- Ann Taylor A/I (2014)
- Apropos P/E (2010)
- Biotherm (2013)
- Blanco Woman A/I (2011)
- Bloomingdale's P/E (2018)
- BOSS Online Campaign A/I (2013)
- Blumarine P/E (2014)
- Bulgari (2016)
- Burberry Black Label A/I (2009)
- Boss Hugo Boss P/E (2009)
- Calzedonia Summer (2017-2018)
- Chloe P/E (2009)
- Cartier A/I (2016)
- Cartier Baiser Vole Fragrance (2011-2017)
- Calvin Klein Collection P/E (2008)
- Calvin Klein Jeans A/I (2008) P/E (2012)
- Calvin Klein Jeans Accessories P/E (2012)
- Carolina Herrera CH Insignia (2019)
- Clé de Peau Beauté (2020-2021)
- Derek Lam for Kohl's P/E (2013)
- Dior Eyewear A/I (2009)
- Donna Karan A/I (2009)
- Elie Saab A/I (2016)
- Elie Saab Le Parfum (2015-2018)
- Elisabetta Franchi P/E (2017)
- Emporio Armani P/E (2009)
- Escada (2016)
- Etro P/E (2009;2011)
- Express (2013)
- Fendi P/E (2009)
- Filippa K A/I (2011)
- Gap (2015)
- Givenchy Beauty (2012)
- H&M P/E (2012) A/I (2018)
- H&M Beachwear (2013)
- Hogan A/I (2013)
- Hugo Boss Women P/E (2013)
- Hugo Boss Black A/I (2009;2012)
- Hugo Boss Eyewear A/I (2009;2020)
- Hugo Boss P/E (2010)
- Hugo Boss Watches A/I (2018)
- J. Crew P/E (2017)
- Jill Stuart A/I (2008)
- Jil Sander Simply Fragrance (2014-presente)
- Joe Fresh (2016, 2018)
- Joop P/E (2011) A/I (2011)
- Kerastase (2016-2017)
- Massimo Dutti A/I (2012-2013) P/E (2014)
- Mugler Angel Fragrance (2020-2021)
- Lancel (2016-2017)
- Lindex (2015-2016)
- Lucky Brand Jeans Summer (2013)
- Max Mara Studio P/E (2012-2013)
- Nars Summer(2013)
- Nars A/I (2013) P/E (2014)
- Nars Guy Bourdin Holiday (2013)
- Peter Hahn A/I (2013)
- Patek Philippe P/E (2013)
- Prada P/E (2009)
- Prada l'eau ambree Fragrance (2009)
- Polo Ralph Lauren (2018)
- Ports Collection P/E (2012)
- Ralph Lauren Collection P/E (2012)
- Seafolly Summer (2018)
- Shiseido cle de peau beaute (2009-2010)
- Solid & Striped Summer (2018)
- St. John (2016)
- Testanera (2017-presente)
- Tommy Hilfiger A/I (2012) P/E (2013-2014)
- Tommy Hilfiger Holiday A/I (2012)
- Tru Trussardi A/I (2012)
- Trussardi Jeans A/I (2012) P/E (2013)
- Versace Versense Fragrance (2009-2016)
- Victoria's Secret Spring (2012)
- Zara A/I (2009-2010) P/E (2010)
- Zara Holiday (2018)

## Filmografia parziale

### Cinema
- Un viaggio indimenticabile (Head Full of Honey), regia di Til Schweiger (2018)
- Spider-Man: Far from Home, regia di Jon Watts (2019)
- Berlin, I love you (2019)[20]
- Confini e dipendenze (Crisis), regia di Nicholas Jarecki (2021)

### Televisione
- Under the Bed, regia di Daniel Myrick – film TV (2017)
- You Are Wanted – serie TV, episodi 1x01-1x02 (2017)
- Oscar Pistorius - Il campione omicida (Oscar Pistorius: Blade Runner Killer), regia di Norman Stone – film TV (2017)